# Sauropodomorpha
Sauropodomorpha („sauropodomorfové“) byla poměrně rozsáhlá skupina dlouhokrkých býložravých dinosaurů, kteří postupně přešli na kvadrupední (čtyřnohý) způsob chůze a stali se z nich největší suchozemští živočichové všech dob. První relativně velké formy sauropodomorfů se začaly objevovat již v průběhu pozdního triasu.

## Charakteristika
Největší sauropodomorfové se s hmotností až kolem 100 tun a délkou i přes 40 metrů (sauropodní dinosauři) stali největšími známými suchozemskými tvory všech dob. Například druh Supersaurus vivianae mohl být podle novějších zjištění dlouhý asi 39 až 42 metrů, což by z něho patrně činilo nejdelšího dosud známého obratlovce vůbec. Obří rody jako Argentinosaurus nebo Patagotitan tak představují s předstihem největší známé sauropodomorfy, sauropody, plazopánvé dinosaury, dinosaury i suchozemské obratlovce v dějinách života na naší planetě.

## Evoluce
Výzkumy naznačují, že šíření sauropodomorfů do nových geografických oblastí a nakonec i jejich globální rozšíření v průběhu rané jury souviselo jak s vymizením konkurence v podobě býložravých plazů na konci období triasu (při hromadném vymírání na přelomu triasu a jury před 201 miliony let) a zejména pak se změnou klimatu ve stejném období (od suchého k vlhčímu a místy i teplejšímu). Již na přelomu triasu a jury byli sauropodomorfové značně diverzifikovanou a geograficky rozšířenou skupinou, jak ukazují také fosilní otisky jejich stop.
Jak ukázaly objevy z Jihoafrické republiky (geologické souvrství (svrchní) Elliot), ještě v období rané jury se vyskytovaly i velmi malé formy sauropodomorfů s tělesnou hmotností pod 100 kg (konkrétně kolem 75 kg).

## Taxonomie

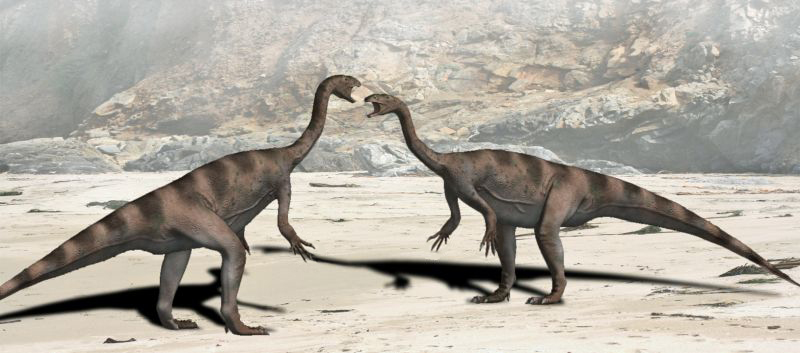
Rekonstrukce vzezření plateosaura.

Taxon Sauropodomorpha byl vytvořen německým paleontologem von Huenem v roce 1932. Zahrnuje menší primitivní formy (Panphagia, Saturnalia) i pozdější gigantické rody jako byl Argentinosaurus nebo Puertasaurus. Tento taxon byl dlouho členěn mezi skupiny prosauropodů Prosauropoda (dnes již nepoužívaný taxon) a sauropodů Sauropoda. Mezi nejznámější rody patří evropský Plateosaurus.
Ukazuje se také, že evoluce raných forem těchto dinosaurů byla velmi rychlá a jejich biodiverzita již v období rané jury mnohem větší, než se dříve předpokládalo. To dokládají například také početné fosilní stopy a série stop, objevované na území Afriky i jinde.
V období triasu byla tato skupina rozšířená zejména na území jihozápadní Gondwany, tedy současné Jižní Ameriky. Nalézáme zde malé archaické formy zhruba do hmotnosti 50 kilogramů, robustnější riojasauridy i první obří formy ze skupiny lessemsauridů.

## Druhová rozmanitost
S počtem přibližně 373 vědecky platných (validních) druhů, popsaných k červenci roku 2020 jsou sauropodomorfové druhou nejpočetnější a druhově nejrozmanitější skupinou druhohorních dinosaurů (po teropodech, kteří mají ještě zhruba o sto platně popsaných druhů více).

## Paleobiologie
Vědecká studie z roku 2018 ukazuje, že morfologii a celkový vzhled fosilií bazálních sauropodomorfů (a zřejmě i dalších dinosaurů) mohla značně ovlivnit také dlouhodobá komprese hornin, tedy sedimentárního nadloží.
Po dlouhou dobu bylo předpokládáno, že obří sauropodi museli žít ve vodě, která nadnášela jejich ohromná těla. V 50. letech 20. století ale bylo prokázáno, že sauropodi se nemohli potápět hlouběji pod hladinu (pod úroveň horní části trupu), protože by je velmi rychle zahubilo působení hydrostatického tlaku.
Histologický výzkum dokládá, že vývojově primitivní (bazální) sauropodomorfové procházeli fází rychlého růstu, jejich růst se ale v době pohlavní dospělosti nezastavil a v pomalejším tempu stále pokračoval až do smrti daného jedince. Častou kostní nemocí těchto i jiných dinosaurů byla pravděpodobně osteomyelitida. Jejich charakteristicky dlouhý krk se vyvíjel po etapách a prodlužoval se postupně v průběhu milionů let vývoje.
Podle dalšího výzkumu měli raní sauropodomorfové velmi dobrý čich, a to i ve srovnání s ostatními dinosaury.
Rozšíření páteřního kanálu v křížové oblasti, zjištěné u některých sauropodů a stegosauridů přivedlo badatele na konci 19. a v první polovině 20. století k mylné domněnce, že tito dinosauři byli vybaveni druhým nervovým centrem právě v této oblasti těla. Sekundární "mozek" měl pomáhat s ovládáním ocasu a zadních končetin a posilovat zde funkci vzdáleného mozku v lebce. Ve skutečnosti však dinosauři žádný druhý mozek neměli, jedná se patrně jen o rozšíření páteřního kanálu pro umístění glykogenového tělesa - zásobárny polysacharidu glykogenu, známou například u dnešních ptáků.
Sauropodi se nejspíš vůbec nevyskytovali ve vysokých zeměpisných polohách (za polárními kruhy), byli výrazně citliví na výkyvy podnebí a obecně se jich více vyskytovalo na jižní polokouli v teplých tropických oblastech.
V některých případech se dochovaly také vzácné otisky kůže některých sauropodů (např. rod Haestasaurus).
Výzkum založený na rozboru biomarkerů oxidačního stresu ve stehenních kostech dinosaurů a dalších obratlovců ukazuje, že teplokrevní (endotermní) byli patrně všichni plazopánví dinosauři (včetně sauropodomorfů), zatímco mezi ptakopánvými nalezneme převážně potenciálně "studenokrevné" druhy nebo zástupce s jinými fyziologickými adaptacemi.
Výkonná termofyziologie a "teplokrevnost" (funkční endotermie) se u dinosaurů patrně objevila v období rané jury (asi před 201 až 175 miliony let) a souvisela zejména s teplotou klimatu. U teropodů a ptakopánvých dinosaurů, kteří se rozšířili i do klimaticky méně příznivých prostředí s výrazně nižšími teplotami bylo vyvinutí endotermie nezbytnou anatomickou adaptací. U sauropodomorfů naopak pozorujeme dlouhodobou závislost na vyšších teplotách prostředí.

## Taxonomie
Taxonomie Sauropodomorpha podle Bentona, 2004.
- Podřád Sauropodomorpha
- Bagualosaurus
- Buriolestes
- Eoraptor
- Pampadromaeus
- Panphagia
- Chromogisaurus
- Saturnalia
- Thecodontosaurus
- Čeleď Plateosauridae
- Riojasaurus
- Čeleď Massospondylidae
- Infrařád Sauropoda
- Čeleď Vulcanodontidae
- Čeleď Omeisauridae
- Oddělení Neosauropoda
- Čeleď Cetiosauridae
- Čeleď Diplodocidae
- Pododdělení Macronaria
- Čeleď Camarasauridae
- Infraoddělení Titanosauriformes
- Čeleď Brachiosauridae
- Kohorta Somphospondyli
- Čeleď Euhelopodidae
- Čeleď Titanosauridae